# Tolibia de Abajo
Tolibia de Abajo es una localidad del municipio leonés de Valdelugueros, en la Comunidad Autónoma de Castilla y León. 
La iglesia está dedicada a san Bartolomé.

## Localidades limítrofes
Confina con las siguientes localidades:
- Al norte con Villaverde de la Cuerna.
- Al este con Tolibia de Arriba.
- Al sureste con Arintero y La Braña.
- Al suroeste con Valdeteja y Valverde de Curueño.
- Al oeste con Redilluera y Llamazares.
- Al noroeste con Lugueros.

## Demografía
Evolución de la población
| Gráfica de evolución demográfica de Tolibia de Abajo entre 2000 y 2017 |
|                                                                        |
| Población de derecho (2000-2017) según el padrón municipal del INE     |

## Historia
Así se describe a Tolibia de Abajo en el tomo XV del Diccionario geográfico-estadístico-histórico de España y sus posesiones de Ultramar, obra impulsada por Pascual Madoz a mediados del siglo XIX:

Lugar en la provincia y diócesis de León, partido judicial de la Vecilla, audiencia territorial y capitanía general de Valladolid, ayuntamiento de Valdelugeros. Situado en terreno montuoso a orillas del río Curueño; su clima es frío, pero sano. Tiene 16 casas; iglesia parroquial (San Bartolomé) servida por un cura de ingreso y presentación de Su Majestad en los meses apostólicos, y en los ordinarios del diocesano; una capellanías de patronato particular con cargo de misas y sin residencia, y buenas aguas potables. Confina con Lugueros, Tolibia de Arriba y Arintero. El terreno es de mediana calidad y en parte de regadío. Además de los caminos locales cuenta el de Asturias por la venta de Vegarada. Producciones: granos, legumbres, lino y pastos; cría ganados y alguna caza y pesca. Industria: telares de lienzos del país. Población: 16 vecinos, 80 almas. Contribución: con el ayuntamiento.
Diccionario geográfico-estadístico-histórico de España y sus posesiones de Ultramar